# چین در المپیک تابستانی ۲۰۰۰

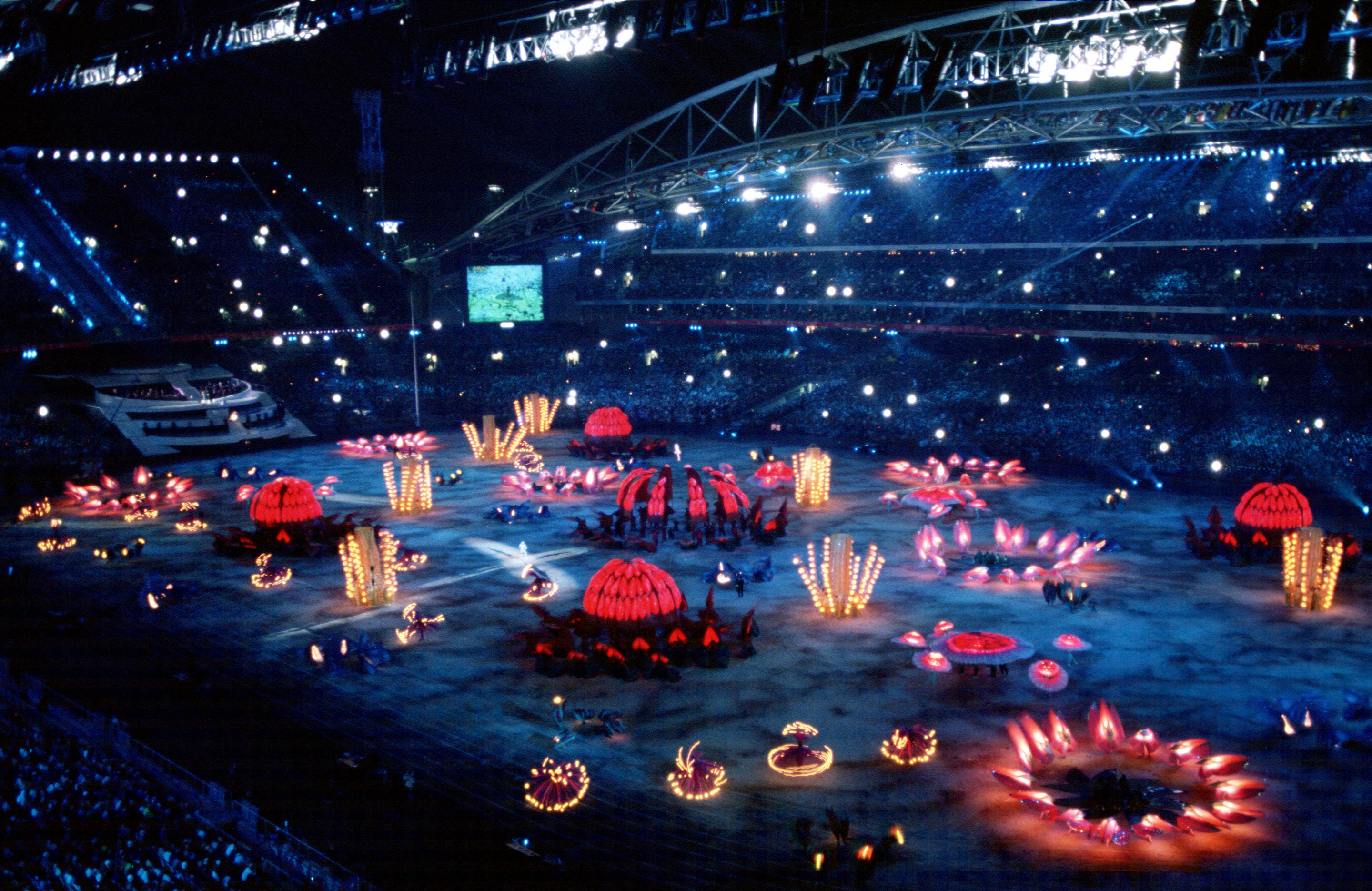
نمایی از مراسم افتتاحیه بازی‌های المپیک تابستانی ۲۰۰۰

چین در بازی‌های المپیک تابستانی ۲۰۰۰ که در شهر سیدنی استرالیا برگزار شد، کاروان چین با ۲۷۱ ورزشکار در این رقابت‌ها شرکت کرد و موفق به کسب ۵۸ مدال (۲۸ طلا، ۱۶ نقره، ۱۴ برنز) شد. در جدول رتبه‌بندی توزیع مدال‌ها، چین در ردهٔ ۳ مسابقات قرار گرفت.